# ウィリアム・ボイド (第3代キルマーノック伯爵)
第3代キルマーノック伯爵ウィリアム・ボイド（英語: William Boyd, 3rd Earl of Kilmarnock、1683年/1684年 – 1717年9月）は、スコットランドの貴族、軍人。

## 生涯
第2代キルマーノック伯爵ウィリアム・ボイドとレティス・ボイド（Lettice Boyd、1707年12月20日以前没、トマス・ボイドの娘）の息子として、1683年/1684年に生まれた。1692年5月20日に父が死去すると、キルマーノック伯爵の爵位を継承、1699年7月20日に父の遺産の継承者として（法的に）宣言され、1705年7月6日にスコットランド議会議員に就任した。議会ではスコットランド王国とイングランド王国の合同に賛成した。
1715年ジャコバイト蜂起では自ら兵士500人を率いて政府側で戦った。
1717年9月に死去、息子ウィリアムが爵位を継承した。

## 家族
1700年頃、ユーフィーム・ロス（Eupheme Ross、1684年11月11日 – 1729年7月19日以前、第12代ロス卿ウィリアム・ロスの娘）と結婚、1男をもうけた。
- ウィリアム（英語版）（1705年 – 1746年） - 第4代キルマーノック伯爵。1746年に爵位剥奪